# Phasia alata
Phasia alata là một loài ruồi trong họ Tachinidae.